# Stanley Hauerwas
Stanley Hauerwas (24 de julio de 1940) es un teólogo, eticista, y un intelectual público estadounidense. Hauerwas fue profesor durante mucho tiempo en la Universidad de Duke, y fue profesor de Ética Teológica Gilbert T. Rowe en la Escuela de Divinidad de Duke con una cita conjunta en la Escuela de Derecho de la Universidad de Duke.  En el otoño de 2014, también asumió una cátedra en Ética teológica en la Universidad de Aberdeen. Antes de mudarse a Duke y la Universidad de Aberdeen, Hauerwas enseñó en la Universidad de Notre Dame. Hauerwas es considerado por muchos como uno de los teólogos más influyentes vivos del mundo y fue nombrado "el mejor teólogo de los Estados Unidos" por la revista Time en 2001. También fue el primer teólogo estadounidense que impartió las prestigiosas conferencias Gifford en St. Andrews en Escocia en más de cuarenta años. Su trabajo es frecuentemente leído y debatido por académicos en campos fuera de la religión o la ética, como la filosofía política, la sociología, la historia y la teoría literaria. Hauerwas ha alcanzado notabilidad fuera de la academia como un intelectual público, incluso apareciendo en The Oprah Winfrey Show.
Aunque Hauerwas es más conocido por su trabajo relacionado con la ética y la teología política, ha escrito sobre diversos temas, como la teología filosófica, la filosofía política, la filosofía de las ciencias sociales, el derecho, la educación, la bioética y la ética médica. Hauerwas es conocido por sus duras críticas a la democracia liberal, el capitalismo y el militarismo. También es crítico tanto del fundamentalismo cristiano como del cristianismo liberal. Es comúnmente citado como miembro de la izquierda evangélica. El trabajo de Hauerwas se basa en varias perspectivas teológicas, incluyendo el metodismo, el anabaptismo, el anglicanismo y el catolicismo. Entre sus contribuciones más importantes a la teología moderna se encuentran su defensa y trabajo relacionado con la ética de la virtud y la teología posliberal. El libro de Hauerwas, A Community of Character: Toward a Constructive Christian Social Ethic, fue nombrado como uno de los cien libros más importantes sobre religión en el siglo XX por Christianity Today. Sin embargo, su libro más conocido probablemente es Resident Aliens: Life in the Christian Colony, que fue escrito junto con William Willimon.